# Seopo-myeon
Seopo-myeon (koreanska: 서포면)  är en socken  i kommunen Sacheon i provinsen Södra Gyeongsang i den södra delen av Sydkorea, 300 km söder om huvudstaden Seoul. 